# Víctor Moro Rodríguez
Víctor Moro Rodríguez (Ribadeo, Lugo, 25 de abril de 1926 - Bahiña, Pontevedra, 15 de diciembre de 2021) fue un economista y político español. Considerado como uno de los mayores defensores de los intereses de Galicia, fue el primer diputado que pidió en el Congreso de los Diputados la autonomía para su región.

## Biografía
Licenciado en Ciencias Económicas. Entró en el cuerpo técnico del Banco de España (1948), siendo interventor años después (1960). 
En 1975 fue nombrado director general de Pesca Marítima y en las elecciones generales de 1977 fue elegido diputado por la provincia de Pontevedra en las listas de Unión de Centro Democrático UCD, y fue vocal de la Comisión de Economía y Hacienda del Congreso de los Diputados. Decidido defensor de los intereses de Galicia, se opuso a que la UCD, su propio partido, recortara la vía de acceso a la autonomía gallega, en un plano inferior a los de Cataluña y Euskadi, emparentándola con la de Andalucía.
Fue nombrado nuevamente director general de pesca (1976-1977), y subsecretario de Pesca y Marina Mercante en el Ministerio de Transportes y Comunicaciones (1977-78). En esa época contribuyó a la renovación de la flota española, en todas las escalas y al despliegue de los medios de apoyo y salvamento, además de impulsar los acuerdos de pesca con Marruecos y Estados Unidos entre otros países.
Más tarde fue director general del Banco de España en Vigo (1978) , y en Barcelona (1980), cargo que dejó en 1989, cuando fue nombrado subdirector del Banco de España.
En las elecciones municipales españolas de 1979 encabezó la candidatura de la UCD en el municipio de Vigo. A pesar de ser la candidatura más votada, Manuel Soto Ferreiro fue elegido alcalde y Moro se convirtió en líder de la oposición municipal. Abandonó la política en 1980 durante unos años, regresando después como miembro de Coalición Galega. Durante unos meses lideró la formación hasta que dimitió en 1984. Entre otras cuestiones, defendió la fusión de las dos cajas gallegas.
Desarrolló una importante labor en el sector privado, ocupando cargos relevantes en diversas empresas: director general de Nueva Pescanova (1962) hasta su fallecimiento, consejero de la Corporación Alimentaria Vima (Vigo) y de Unión Fenosa (1997-2002), y presidente de la consultora Solventis, y de la distribuidora Vima Foods.

## Condecoraciones
Recibió las siguientes condecoraciones:
- Cruz de san Jordi (1988)
- Orden del Mérito Constitucional
- Cruz del Mérito Naval
- Gran placa al Mérito Cooperativo del Mar, otorgada por la Unión Nacional de Cooperativas del Mar de España.
- Hijo Predilecto de Ribadeo.[8]